# Euro (Schiff, 1927)
Euro war ein italienischer Zerstörer der acht Schiffe umfassenden Turbine-Klasse. Die Euro erlitt früh im Zweiten Weltkrieg einen Torpedotreffer im Hafen von Tobruk. Nach der Instandsetzung kam der Zerstörer in der Geleitzugsicherung zwischen Italien und Italienisch-Libyen zum Einsatz.
Nach dem Waffenstillstand von Cassibile wurde der zusammen mit Einheiten der britischen Royal Navy im Ägäischen Meer eingesetzte Zerstörer am 1. Oktober 1943 in Leros von deutschen Sturzkampfbombern versenkt.

## Geschichte des Schiffs
1925 erfolgte die Kiellegung der acht Zerstörer der Turbine-Klasse für die Regia Marina auf drei Werften im Raum Genua. Die neue Klasse war eine Weiterentwicklung der Werft Cantiere Odero der 1924 begonnenen Sauro-Klasse, deren vier Schiffe alle noch im Bau waren. Mit drei Metern zusätzlicher Länge sollten sie etwas größer werden und mit einer verstärkten Maschinenanlage einen Knoten schneller sein. Die Bewaffnung mit zwei 120-mm-Zwillingsgeschützen sollte gleich bleiben.
Die Euro war das zweite Schiff der Serie, das bei Cantieri Navali del Tirreno in Riva Trigoso entstand. Die Kiellegung des Zerstörers erfolgte am 24. Januar 1925, sein Stapellauf am 7. Juli 1927 und seine Indienststellung am 22. Dezember 1927. Die Euro war das fünfte Schiff der Klasse, das fertiggestellt wurde.
Das Schiff war benannt nach Euros, einem nordafrikanischen Wind, der manchmal Süditalien erreicht. In der griechischen Mythologie steht der Name auch für eine Gottheit. Den Namen Euro hatte von 1901 bis 1924 schon ein Zerstörer der Lampo-Klasse, die auf der Schichau-Werft in Elbing für die Regia Marina gebaut worden war, geführt.

### Einsatzgeschichte
1929 bildeten die Euro und ihre Schwesterschiffe Aquilone, Nembo und Turbine die 2. Staffel der 1. Torpedobootsflottille in La Spezia. 1931 war die Euro zusammen mit den Schwesterschiffen Espero, Nembo und Zeffiro sowie dem Kreuzer Ancona in Ancona bei der 2. Flottille stationiert. 1932 gehörte sie dann zu den ersten Zerstörern, die den neuen Feuerleitstand vom Typ Galileo-Bergamini erhielten und bildete mit der Nembo als Führerschiff sowie der Aquilone und der Turbine eine Testeinheit zur Erprobung dieses Standes. 1934 wurden die vier Schiffe zur 8. Zerstörerstaffel umbenannt, die mit der 4. Staffel, gebildet aus den anderen Zerstörern der Klasse, die 2. Division der Flotte um die schweren Kreuzer Fiume und Gorizia der Zara-Klasse bildeten. Von 1935 bis 1937 befand sich die Euro dann in der Reserve.
Ab 1937 wurde sie zu Einsätzen vor Spanien herangezogen. Ab 1938 erfolgte der Einsatz des Schiffe häufig vor Italienisch-Libyen. In Vorbereitung des Italienischen Kriegseintritts verlegte die Euro im Frühjahr 1940 endgültig nach Tobruk, wo nun alle acht Zerstörer der Turbine-Klasse als I. und II. Squadriglia stationiert waren.

#### Kriegseinsätze
Ab dem 6. Juni 1940 begann die italienische Marine wegen des bevorstehenden Kriegseintritts mit der verstärkten Verlegung von defensiven Minensperren vor den italienischen Küsten; vor Tobruk wurde dies von den Zerstörern Nembo, Turbine, Aquilone und Euro durchgeführt.
Am 5. Juli griffen neun Swordfish-Torpedoflugzeuge der 813. Staffel des britischen Flugzeugträgers Eagle den Hafen von Tobruk an und versenkten den Zerstörer Zeffiro und den Frachter Manzoni (3955 BRT). Die Euro und zwei weitere Frachter wurden auf Strand gesetzt, um ein unkontrolliertes Sinken zu verhindern. Euro wurde später geborgen und nach einer Notreparatur im Oktober nach Palermo geschleppt. Die notwendigen Reparaturen wurden schließlich in Tarent durchgeführt. Sie konnten im März 1941 abgeschlossen werden.
Der Zerstörer wurden ab April 1941 im Geleitdienst zwischen Italien und Libyen eingesetzt, von ihren Schwesterschiffen war nur noch die Turbine vorhanden; die anderen sechs waren im Zuge der Kriegsereignisse bereits verloren gegangen.
Bei ihrem ersten Einsatz nach der Reparatur sicherte die Euro mit den Zerstörern Luca Tarigo und Baleno sowie zwei Torpedobooten der Spica-Klasse einen italienischen Truppentransport von Neapel nach Tripolis. Der Konvoi mit den Fahrgastschiffen Esperia (11.398 BRT), Conte Rosso (17.879 BRT), Marco Polo (12.272 BRT) und Victoria (13.098 BRT) wurde nicht angegriffen und von den Sicherungskräften auch wieder nach Italien zurückbegleitet, wobei gleichzeitig auch noch drei weitere Geleite auf dem Rückweg waren.
Beim nächsten Auftrag brachte Euro mit dem Zerstörer Fulmine und drei Torpedobooten die deutschen Frachter Marburg, Kybfels, Reichenfels und zwei italienische Transporter Ende April nach Nordafrika. Zur Sicherung waren auch italienische Kreuzer und weitere Zerstörer in See, da man Aktivitäten britischer Zerstörer erkannt hatte. Das am 25. April aus Palermo bzw. Messina ausgelaufene Geleit wurde zwei Mal umgeleitet und erreichte Tripolis erst am 1. Mai. Auch der gesicherte Rückmarsch vom 4. bis zum 7. Mai gelang ohne Verluste.
Ein von der Euro und den Zerstörern Folgore, Fulmine, Strale und Turbine gesichertes deutsch-italienisches Nachschubgeleit von Palermo nach Tripolis mit den deutschen Frachtern Preußen und Sparta, drei italienischen Frachtern und zwei italienischen Tankern wurde vom britischen U-Boot Urge angegriffen. Die Torpedos verfehlten die Schiffe des Geleits, jedoch kollidierten Preußen und der Tanker Panuco bei Ausweichmanövern. Der Konvoi erreichte aber Tripolis am 21. Mai ohne Verluste.
Ein weiteres Nachschubgeleit von fünf Frachtern und einem Tanker, gesichert durch Euro, die Zerstörer Freccia und Dardo sowie drei Torpedoboote, wurde am 16./17. August 1941 dreimal aus der Luft von Torpedoflugzeugen und Bombern angegriffen. Der Frachter Maddalena Odero erhielt beim ersten Angriff einen Lufttorpedotreffer und musste von den Torpedobooten Pegaso und Sirtori abgeschleppt und bei Lampedusa aufgesetzt werden. bei einem erneuten Angriff erhielt es einen Bombentreffer, der die Ladung in Brand setzte und das Schiff zum Totalverlust machte.
Beim folgenden Sicherungsauftrag der Euro griff das U-Boot Urge erneut an und torpedierte nördlich von Trapani den Transporter Aquitania (4971 BRT), der an der sizilianischen Küste aufgesetzt wurde. Bei den Rückmärschen hatten die von der Euro begleiteten Konvois keine Feindberührung.
Durch britische Torpedoflugzeuge aus Malta wurde am 19. September aus einem Neapel-Tripolis-Geleit von vier Schiffen ein Frachter getroffen, konnte aber von Schleppern nach Trapani eingebracht werden. Bei dem folgenden, auch von der Euro begleiteten Geleitzug von sechs Schiffen konnte ein Torpedoflugzeug aus Malta den Frachter Rialto (6099 BRT) versenken.

#### Duisburg-Konvoi
Im November 1941 sicherte die Euro unter Capitano di Corvetta Cigala Fulgosi unter dem Führungszerstörer Maestrale mit dessen Schwesterschiffen Gregale und Libeccio, der Alfredo Oriani sowie der Fulmine einen Nachschubgeleitzug um das deutsche Motorschiff Duisburg (7389 BRT, 1926 Hapag) von sieben Transportern für das Deutsche Afrikakorps von Messina/Augusta nach Tripolis in Nordafrika. Am 9. November 1941 griff die britische Force K aus Malta mit den Kreuzern Aurora und Penelope sowie den Zerstörern Lance und Lively den Konvoi an (mit Informationen von Ultra und Radar-Unterstützung). Die Angreifer konzentrierten sich auf die Vernichtung der Transporter. Als Fulmine und Euro die britische Angreifer erkannten und versuchten den Geleitzug zu verteidigen, wurde Fulmine versenkt und Euro mehrmals getroffen; allerdings durchschlugen die Granaten der britischen Kreuzer den leichten Zerstörer, ohne zu explodieren. Als am Morgen die Italiener das Gefechtsfeld nach Überlebenden absuchten, torpedierte das britische U-Boot Upholder die Libeccio. Euro schleppte den schwerbeschädigten Zerstörer über vier Stunden Richtung Italien, der aber nicht über Wasser gehalten werden konnte. Zusammen mit der Maestrale übernahm die Euro die Besatzung des sinkenden Zerstörers. Später wurde das Schiff in Tarent repariert.
- siehe Lance (G87) zu weiteren Details des Gefechts

Euro wurde 1942 in der Ägäis stationiert und sicherte die Versorgung der italienischen Garnisonen auf besetzten griechischen Inseln und im Dodekanes.
Am 9. September 1943 brachte die Euro Verstärkungen nach Rhodos. Sie verließ Rhodos am 11. wieder nach Leros, da mit da mit der vollständigen Eroberung der Insel durch die ihre ehemalig verbündeten Deutschen gerechnet wurde.

### Ende derEuro
Nach dem Waffenstillstandsabkommen Italiens wurde das Schiff in die alliierte Flotte für Einsätze im östlichen Mittelmeer übernommen. Am 26. September 1943 griffen deutsche Sturzkampfbomber Leros an und versenkten die Zerstörer Vasilissa Olga und Intrepid. Euro suchte sich einen neuen Ankerplatz und wurde am 1. Oktober 1943 von deutschen Sturzkampfbombern doch noch in Leros versenkt.
Die Überlebenden der Besatzung beteiligten sich unter der Führung ihres Kommandanten Meneghini an der Verteidigung der Insel. Sie bargen von ihrem gesunkenen Schiff noch alle verwendbaren Waffen. Die Männer der Euro gehörten zu den letzten gegen die Deutschen kämpfenden Einheiten. Als sie am 17. November 1943 kapitulierten, erschossen die Deutschen den Kommandanten, Fregattenkapitän Vittorio Meneghini (* 1900). Er wurde posthum mit der Goldmedaille für Tapferkeit, medaglia d’oro al valor militare (M.O.V.M.), ausgezeichnet.